# Ocean B
Ocean B – jacht żaglowy (slup), pływający w rejonach arktycznych (Svalbard, Grenlandia). 8 września 2020 o 16:45 osiągnął pozycję 84°17′19″N 029°52′45″E/84,288611 29,879167, co odpowiada 84°17,31′N 029°52,74′E/84,288500 29,879000 (a nie podawanym błędnie 84°17′31″ N 029°52′74″E) pobijając o ponad 100 mil morskich dotychczasowy rekord polskich żeglarzy (ustanowiony w 2015 roku przez jacht Barlovento II dowodzony przez kpt. Macieja Sodkiewicza) oraz uzyskując podstawę do wpisu światowego rekordu Guinnessa w żegludze jachtem na Północ (kapitan: kpt. j. Andrzej Górajek, starszy oficer: kpt. j. Marek Rajtar; oficerowie: kpt. j. Halina Górajek, j. st. m. Paweł Pelc, j. st. m. Iwona Marchewka oraz kpt. j. Jacek Hryniewiecki).